# Republički sekretarijat za pravosuđe i opću upravu SR Hrvatske
Republički sekretarijat za pravosuđe i opću upravu Socijalističke Republike Hrvatske predstavljao je središnje tijelo državne uprave iz resora pravosuđa i javne uprave SR Hrvatske, kao jedne od republika u sastavu socijalističke Jugoslavije. Kao takvo, ovo središnje tijelo državne uprave na republičkoj razini, djelovalo je u kontinuitetu, u razdoblju od 1945. do 1990.,odnosno 1991., uz česte promjene u nazivlju i unutarnjoj organizacijskoj strukturi.

## Popis sekretara (ministara) za pravosuđe i opću upravu SRH 1945. - 1990.
- Dušan Brkić (KPH), 1945. - 1950.
- Hinko Krizman (KPH) , 1951. - 1953.
- Nepoznato, 1953. - 1958.
- Miljenko Protega (SKH) , 1958. - 1968.
- Duško Štrbac (SKH) , 1969. - 1971.
- Paško Periša (SKH) , 1971. - 1972.
- Đuro Dabelić (SKH), 1972. - 1978.
- Mladen Gajer (SKH) , 1978. - 1986.
- Ivan Fumić (SKH) , 1986. - 1990.
- Branko Babac (HDZ), 1990. - 1991.
- Bosiljko Mišetić (HDZ) , 1991. - 1992.

## Popis saveznih sekretara Saveznog sekretarijata za pravosuđe i organizaciju savezne uprave SFRJ, 1945. - 1990.
- Frane Frol (HSS - JNOF/ KPJ hrv.), 7. ožujka 1945. - 14. siječnja 1953.
- Nepoznato, 1953. - 1963.
- Arnold Rajh (SKJ srb.), 30. srpnja 1963. - 12. ožujka 1965.
- Milorad Zorić (SKJ), 12. ožujka 1965. - 18. svibnja 1967.
- Nepoznato, 1967. - 1969.
- Nepoznto, 1969. - 1971.
- Boris Šunderl (SKJ slo.
- ), 30. srpnja 1971. - 3. prosinca 1971.
- Mugbil Bejzat (SKJ), 3. prosinca 1971. - 17. svibnja 1974.
- Ivan Franko (SKJ), 17. srpnja 1974. - 16. svibnja 1978.
- Luka Banović (SKJ crnog.), 16. svibnja 1978. - 16. svibnja 1982.
- Borislav Krajina (SKJ bih.), 16. svibnja 1982. - 16. svibnja 1986.
- Petar Vajović (SKJ), 16. svibnja 1986. - 16. ožujka 1989.
- Vlado Kamborski (SKJ mkd.), 16. ožujka 1989. - 8. listopada 1991. (raspad SFRJ za RH i R. Sloveniju), 14. srpnja 1992. (raspad SFRJ za SR Jugoslaviju)